# ディラミア男爵
ディラミア男爵（英: Baron Delamere）は、イギリスの男爵、貴族、連合王国貴族爵位。庶民院議員トマス・チャムリーが1821年に叙位されたことに始まる。チャムリー侯爵家とは祖先を同じくする同族にあたる。
なお、ディラミア男爵チャムリー家に男爵位以外に持つ爵位はない。

## 歴史

### 前史
チャムリー家はその歴史をノルマン・コンクエストにまで遡る旧家で、その祖サー・ヒュー・チャムリーは国王ヘンリー8世からナイトに叙せられている。その子には、のちにレンスター伯爵となる長男ロバート、現在のチャムリー侯爵家の先祖ヒュー(1591年–1665年)がいる。さらに、その兄弟の末弟トマス・チャムリー（? - 1653年）がディラミア男爵家の祖にあたっており、その係累は17世紀以来ヴェイル・ロイヤルの地主を務めてきた家柄であった。

### 男爵家としてのチャムリー家

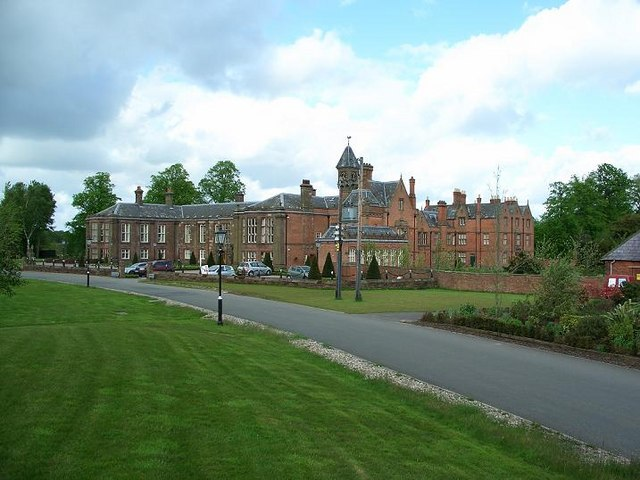
ディラミア男爵家の旧邸宅であるヴェイル・ロイヤル・アビー

そのトマスの子孫にあたるトマス・チャムリー(1767年 - 1855年)はチェシャー選挙区選出の庶民院議員を務めた人物で、彼は1821年7月17日に連合王国貴族としてチェスター州ヴェイル・ロイヤルのディラミア男爵(Baron Delamere, of Vale Royal in the County of Chester)に叙せられた。
2代男爵ヒュー(1811年-1887年)は、爵位を継ぐ以前はトーリー党に属してデンビーシャー選挙区及びモントゴメリー選挙区選出の庶民院議員を務めた。
その子である3代男爵ヒュー(1870年-1931年)は襲爵後にケニアに移住して現地で地所を購入している。
4代男爵トマス(1900年-1979年)の代には父祖の地であるヴェイル・ロイヤルに再住したが、第二次世界大戦後に邸宅を売却したのちケニアに再び移住した。
その子である5代男爵ヒュー(1934年 - )がディラミア男爵家現当主である。
5代男爵の嫡男トマス(1968年 - 2016年)は2005年に自家農場内にてケニア野生生物公社職員を射殺して逮捕されたが、のちに不起訴となった。さらに、翌年にもナイバシャ湖近郊に有する地所で密猟者を射殺する事件を起こした。その結果、裁判の末に『故殺』と認定されて、８ヶ月にわたって収監された。
そのトマスは2016年に手術中に心停止して死去したため、2020年現在は5代男爵の孫にあたるヒュー(1998年 - )が爵位の法定推定相続人となっている。
男爵家のかつての邸宅は、チェシャー州ノースウィッチ位置するヴェイル・ロイヤル・アビーであったが、1939年にサナトリウムとして接収されたのち、1947年に売却された。
一族のモットーは侯爵家と同じく、『善行は最良の守り(Cassis Tutissima Virtue)』。

## ディラミア男爵（1821年）
- 初代ディラミア男爵トマス・チャムリー（1767年 - 1855年）
- 第2代ディラミア男爵ヒュー・チャムリー（英語版）（1811年 - 1887年）
- 第3代ディラミア男爵ヒュー・チャムリー（英語版）（1870年 - 1931年）
- 第4代ディラミア男爵トマス・ピット・ハミルトン・チャムリー（英語版）（1900年 - 1979年）
- 第5代ディラミア男爵ヒュー・ジョージ・チャムリー（英語版）（1934年 - )
  - トマス・パトリック・ギルバート・チャムリー閣下(1968年 - 2016年)

爵位の法定推定相続人は、現当主の孫であるヒュー・チャムリー閣下（1998年 - ）